# Synne Skinnes Hansen
Synne Skinnes Hansen (Hvittingfoss, 12 augustus 1995) is een voetbalspeelster uit Noorwegen. Ze speelt als middenvelder voor Vålerenga IF in de Toppserien.

## Clubcarrière
Synne Skinnes Hansen speelde vanaf 2012 voor Roa IL in de Toppserien. Hier speelde Hansen vijf jaar waarin ze in de subtop van Noorwegen bivakkeerde. In het seizoen 2012/13 kwam ze met haar club uit in de Champions League waarin VfL Wolfsburg te sterk was. Na vijf jaar bij Roa IL stapte Hansen over naar Lillestrøm SK. Met deze club werd ze kampioen in 2017 en 2018. In de Champions League waren in de seizoenen 2017/18 en 2018/19 respectievelijk Manchester City WFC en FC Barcelona te sterk. In een wedstrijd tegen Brøndby IF maakte Hansen haar eerste doelpunt in de Champions League.
In januari 2020 maakte Hansen de overstap naar Rosenborg BK. Met deze club liep ze kwalificatie voor de Champions League mis door te verliezen van UD Levante.
Voorafgaande aan het seizoen 2023/24 verliet Hansen Noorwegen om voor het Duitse Bayer 04 Leverkusen te gaan spelen. In een uitwedstrijd tegen VfL Wolfsburg op 17 september 2023 maakte Hansen haar debuut in de Bundesliga door in de 65ste minuut in te vallen voor Cecilie Johansen. Haar eerste doelpunt in de Bundesliga maakte Hansen op 19 november 2023 in een uitwedstrijd tegen Eintracht Frankfurt door de 1-0 voor haar rekening te nemen in een wedstrijd die in een 2-2 gelijkspel zou eindigen.
Hansen keerde op 1 mei 2025 terug naar haar geboorteland waar ze een contract tekende bij Vålerenga IF in de Toppserien.

## Statistieken
| Seizoen | Club                | Competitie     | Competitie | Competitie | Beker | Beker | Overig | Overig | Totaal | Totaal |
| Seizoen | Club                | Competitie     | Wed.       | Dlp.       | Wed.  | Dlp.  | Wed.   | Dlp.   | Wed.   | Dlp.   |
| ------- | ------------------- | -------------- | ---------- | ---------- | ----- | ----- | ------ | ------ | ------ | ------ |
| 2012    | Røa IL              | Toppserien     | 2          | 0          | 2     | 0     | 0      | 0      | 4      | 0      |
| 2013    | Røa IL              | Toppserien     | 20         | 7          | 0     | 0     | 0      | 0      | 20     | 7      |
| 2014    | Røa IL              | Toppserien     | 20         | 6          | 0     | 0     | 0      | 0      | 20     | 6      |
| 2015    | Røa IL              | Toppserien     | 21         | 9          | 0     | 0     | 0      | 0      | 21     | 9      |
| 2016    | Røa IL              | Toppserien     | 21         | 5          | 0     | 0     | 0      | 0      | 21     | 5      |
| 2017    | Røa IL              | Toppserien     | 19         | 3          | 3     | 0     | 0      | 0      | 22     | 3      |
| 2018    | Røa IL              | Toppserien     | 20         | 6          | 5     | 1     | 0      | 0      | 25     | 7      |
| 2019    | Røa IL              | Toppserien     | 21         | 9          | 3     | 0     | 0      | 0      | 24     | 9      |
| 2020    | Linköpings FC       | Damallsvenskan | 5          | 0          | 0     | 0     | 0      | 0      | 5      | 0      |
| 2021    | Linköpings FC       | Damallsvenskan | 9          | 0          | 2     | 0     | 0      | 0      | 11     | 0      |
| 2021    | Rosenborg BK        | Toppserien     | 9          | 0          | 0     | 0     | 0      | 0      | 9      | 0      |
| 2022    | Rosenborg BK        | Toppserien     | 23         | 4          | 4     | 0     | 0      | 0      | 27     | 4      |
| 2023    | Rosenborg BK        | Toppserien     | 13         | 5          | 0     | 0     | 0      | 0      | 13     | 5      |
| 2023/24 | Bayer 04 Leverkusen | Bundesliga     | 20         | 1          | 3     | 0     | 0      | 0      | 23     | 1      |
| 2024/25 | Bayer 04 Leverkusen | Bundesliga     | 7          | 0          | 1     | 0     | 0      | 0      | 8      | 0      |
| 2024/25 | Vålerenga IF        | Toppserien     | 0          | 0          | 0     | 0     | 0      | 0      | 0      | 0      |
| Totaal  | Totaal              | Totaal         | 230        | 56         | 4     | 0     | 19     | 1      | 243    | 57     |

Bijgewerkt t/m 1 mei 2025.

## Interlandcarrière
Synne Skinnes Hansen maakte haar debuut voor Noorwegen op 15 september 2016 door in te vallen voor Maren Mjelde in een EK 2017 kwalificatiewedstrijd tegen Kazachstan. De wedstrijd werd met 10-0 gewonnen. Haar tweede interland speelde Hansen pas een jaar later. Hansen maakte geen deel uit van de selectie van Noorwegen op het EK 2017. Op 8 juni 2018 maakte Hansen haar basisdebuut voor Noorwegen in een wedstrijd tegen Ierland.
In 2019 werd Hansen opgenomen in de selectie van Noorwegen op het WK 2019.  Op dit toernooi reikte Noorwegen tot de kwartfinale waar Engeland te sterk was. Hansen kwam drie wedstrijden in actie.
Voor het EK 2022 werd Hansen opnieuw geselecteerd. Op dit toernooi was de groepsfase voor Noorwegen het eindstation en Hansen bleef in elke wedstrijd op de bank.